# АрселорМиттал Кривой Рог
АрселорМиттал Кривой Рог (укр. АрселорМіттал Кривий Ріг, до 1991 года — металлургический комбинат «Криворожсталь» имени В. И. Ленина (укр. Криворізький металургійний завод імені В. І. Леніна), после 1991 года — ОАО «Криворожсталь») — металлургический комбинат, крупнейшее горно-металлургическое предприятие Украины, находится в городе Кривой Рог (Днепропетровская область, Украина).
«ArcelorMittal Кривой Рог» работает в составе международной корпорации ArcelorMittal — крупнейшего иностранного инвестора в стране.

## История

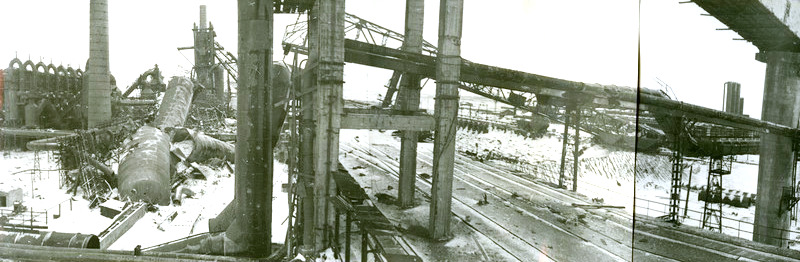
Вид доменного цеха, разрушенного немцами.

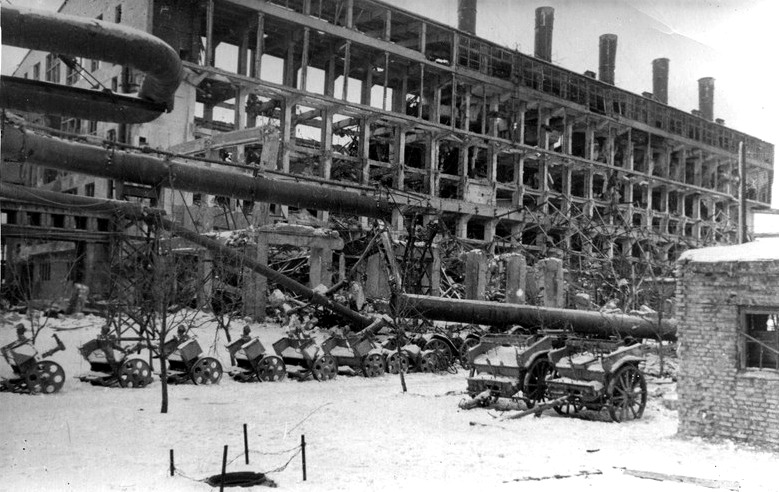
Разрушенное немцами здание силовой станции

16 июня 1931 года председатель ВСНХ СССР Григорий Орджоникидзе подписывает приказ о строительстве Криворожского металлургического завода. Согласно приказу завод необходимо было ввести в строй уже к концу 1932 года.
Начальником строительства и первым директором завода был назначен бывший комиссар, опытный руководитель и личный друг Орджоникидзе Яков Ильич Весник. После смерти Орджоникидзе последовала расправа над родственниками и знакомыми наркома. 10 июля 1937 года Яков Весник был арестован и 17 ноября расстрелян; его жена была отправлена в ссылку в Казахскую ССР, а дети — помещены в детский дом.
Первым делом необходимо было выбрать место для будущего гиганта металлургии Союза ССР. Рассматривалось четыре варианта: в районе современного Карачуновского водохранилища, на Гданцевке (на базе уже существующего Гданцевского чугунолитейного завода), рядом со станцией Кривой Рог (ныне — Кривой Рог-Западный) и, наконец, неподалёку от станции Червоная. Остановиться решили на последнем варианте.
4 августа 1934 года была запущена доменная печь № 1. Этот день считается днём рождения завода. Уже спустя четыре месяца домна дала рекордное количество чугуна — 337 тонн вместо запланированных 220. Первой домне дали имя «Комсомолка». Завод продолжает расширяться и требуются новые здания. В то же время по проекту Иосифа Каракиса совместно с Петром Юрченко проектируется и строится ряд торговых учреждений.
До Великой Отечественной войны были введены в строй ещё три доменные печи и бессемеровский цех в составе двух конвертеров. В начале войны часть оборудования завода была эвакуирована на Урал, в город Нижний Тагил. Во время немецко-фашистской оккупации города (15 августа 1941 — 22 февраля 1944) завод был разрушен. После войны восстановлен, реконструирован и расширен.

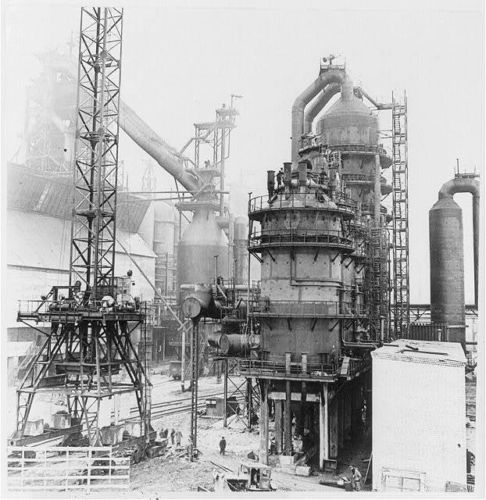
Строительство доменной печи

### Послевоенные годы
Памятные отливки из первого чугуна ДП-9 в экспозиции музея УЗТМ
С 1956 года завод бурно развивается — ежегодно вводятся в эксплуатацию новые мощности.
30 декабря 1974 года на заводе запущена в эксплуатацию самая мощная на то время в мире доменная печь № 9 с полезным объёмом 5 000 м³. Вместе с ней вступила в строй ТЭЦ № 3.
8 мая 1985 года на территории завода открыт памятник рабочим и служащим, погибшим на фронтах Великой Отечественной войны.

### Приватизация. 2004 год
Заявки на участие в приватизационном конкурсе 2004 года подали 6 претендентов, некоторые из них предлагали значительно более высокую цену, чем стартовая. Но условия конкурса были составлены таким образом, что единственным покупателем смог стать лишь промышленно-финансовый консорциум «Инвестиционно-металлургический союз» (ИМС;(англ. Investment Metallurgical Union), основатели — Ринат Ахметов и Виктор Пинчук). Консорциум специально создавался для покупки «Криворожстали».
14 июня 2004 года ИМС был признан победителем в аукционе по продаже «Криворожстали». Консорциум заплатил за 93,02 % акций 4 млрд 260 млн грн (то есть 800 млн долларов США), при стартовой цене 3 млрд 806 млн грн.
Владельцами консорциума были компании System Capital Management и «Интерпайп», которые принадлежали, соответственно, Ринату Ахметову и Виктору Пинчуку. Конкурс проходил в июне 2004 года, за полгода до окончания президентских полномочий Л. Кучмы.
Продажа комбината, в составе которого на богатейших месторождениях железной руды работает собственный горно-добывающий комбинат (бывший НКГОК), вызвала возмущение в стране. В период подготовки к выборам президента 2004 года и в период «оранжевой революции» приватизация «Криворожстали» обсуждалась в качестве примера «коррупционной приватизации». В официальную программу кандидата в президенты Виктора Ющенко входило требование «отменить приватизацию „Криворожстали“» — как одно из основных требований «оранжевой революции» в сфере противодействия «незаконной приватизации».

### Отмена приватизации 2004 года. Судебные тяжбы
Практически сразу продажа Криворожстали была обжалована в судах, как проведённая с нарушением законодательства, на неконкурентных принципах, по заниженной цене. Но Хозяйственный суд Киева 19 августа 2004 года и Высший хозяйственный суд Украины 22 октября 2004 года признали упомянутую сделку законной.
После прихода к власти правительства Тимошенко (4 февраля 2005 года), уже 7 февраля 2005 года Генеральная прокуратура Украины внесла кассационное представление в Верховный Суд Украины с требованием отменить упомянутые судебные решения, что Верховный Суд и сделал 1 марта 2005 года.
22 апреля 2005 года Хозяйственный суд Киева признал незаконной продажу 93,02 % пакета акций «Криворожстали» и постановил вернуть их Фонду госимущества Украины (16 июня «Банк Украина», сохраняющий акции «Криворожстали», перевёл акции со счёта ИМС на счёт Фонда госимущества).

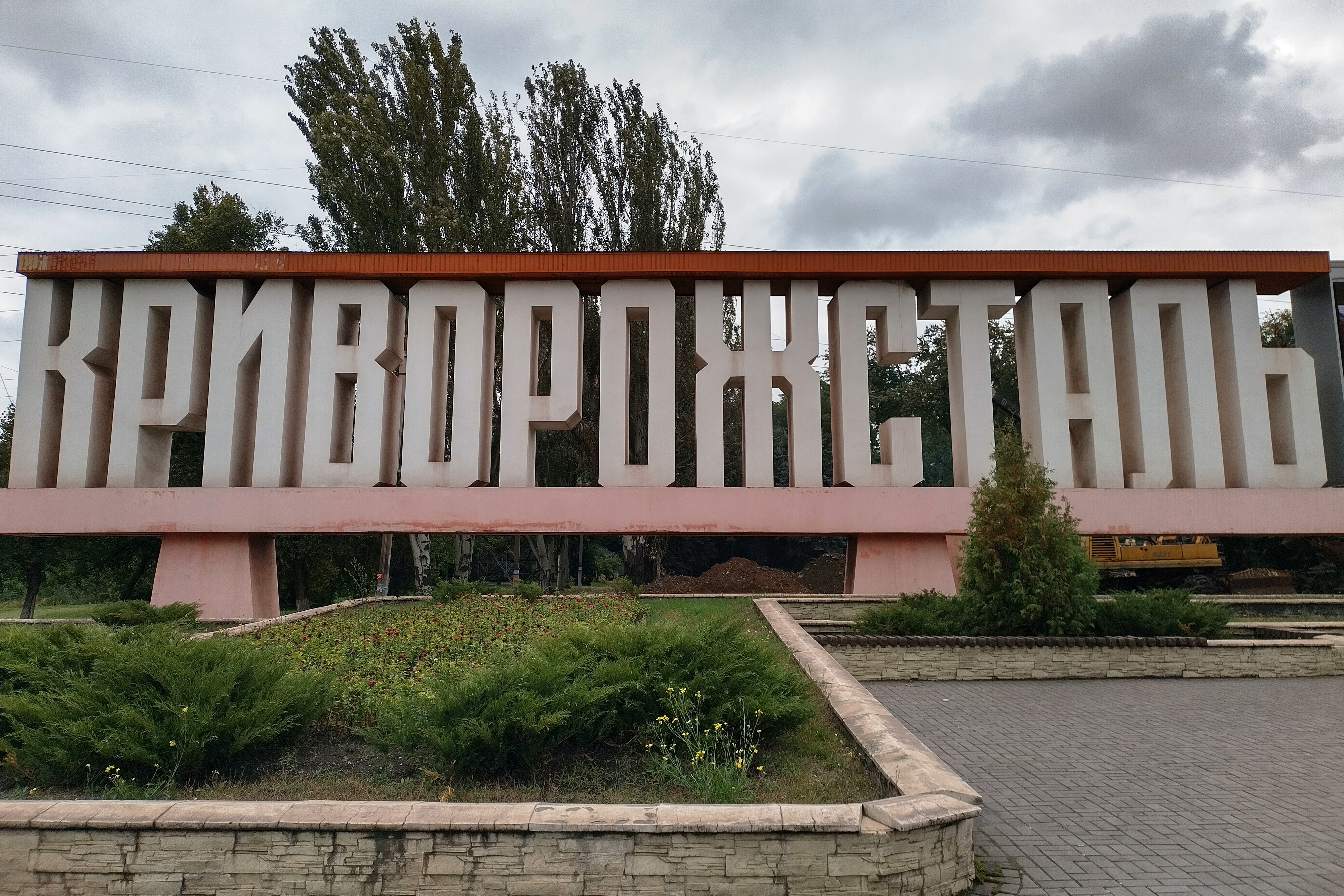
Стела «Криворожсталь»

Правительство Тимошенко поручило Фонду госимущества срочно подготовить документы, необходимые для повторной приватизации комбината.
2 июня Киевский апелляционный хозяйственный суд отказался удовлетворить жалобу консорциума ИМС на решение Хозяйственного суда г. Киева и наложил арест на спорный пакет акций (арест был снят тем же судом 20 сентября 2005 года).
ИМС предложил правительству до окончания судебной тяжбы заключить мировое соглашение в деле приватизации комбината. Президент В. Ющенко высказался за возможность мирового соглашения, но премьер Тимошенко заявила, что бессмысленно заключать мировое соглашение.
15 июня консорциум ИМС обратился в Высший хозяйственный суд Украины с кассационной жалобой на решение Хозяйственного суда г. Киева и Киевского апелляционного хозяйственного суда. Но 21 июня Высший хозяйственный суд Украины отказал консорциуму в удовлетворении жалобы.
ИМС также подал жалобу в Европейский суд по правам человека против Украины по факту возвращения комбината «Криворожсталь» в государственную собственность. По словам адвокатов ИМС, решение о принятии к рассмотрению можно было ожидать в ноябре 2005 года.
В августе 2005 года адвокаты консорциума ИМС выражали намерение обратиться с кассационной жалобой на решение предыдущих судов также в Верховный Суд Украины, но до этого не дошло. В начале октября консорциум ИМС обратился в Хозяйственный суд г. Киева с иском к правительству о незаконности передачи пакета акций «Криворожстали» в госсобственность и в Киевский апелляционный хозяйственный суд с иском о снятии ареста с пакета акций. 6 октября ИМС отправил потенциальным покупателям «Криворожстали» письмо с юридическим анализом судебных процессов вокруг комбината.

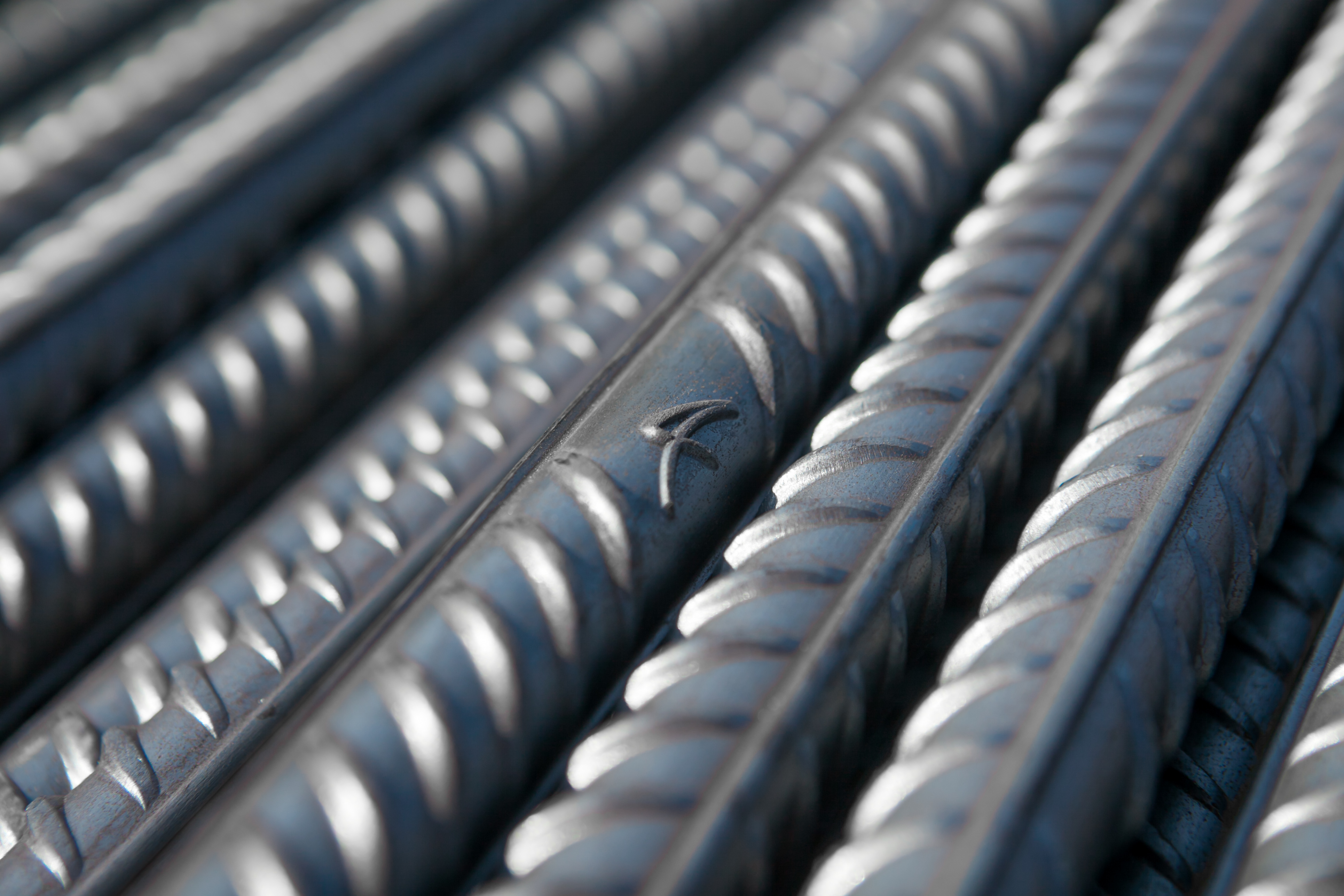
Арматурный прокат

### Реприватизация (2005 год)
В июне 2005 года премьер Юлия Тимошенко оценила «Криворожсталь» в 3-5 млрд долларов США.
18 июня Кабинет Министров принял решение о повторной продаже 93,02 % пакета акций «Криворожстали»; 23 июня правительство утвердило уточнённый план размещения акций «Криворожстали», который предусматривал продажу акций в период с 29 июня по 20 ноября 2005 года.
В начале июля правительство утвердило план-график повторной продажи комбината. Была создана конкурсная комиссия во главе с заместителем председателя Фонда государственного имущества Украины Дмитрием Парфененко. Дату повторного конкурса назначили на 24 октября 2005 года.
10 августа Фонд госимущества Украины (ФГИУ) объявил конкурс по продаже 93,02 % пакета акций (3 590 038 755 акций) ОАО «Криворожсталь». Согласно утверждённым правительством условиям приватизации, начальная цена продажи пакета составила около 10 млрд грн (немного меньше, чем 2 млрд долларов США, при курсе доллара к гривне 5,3 — то есть, даже стартовая цена по сравнению ценой продажи в 2004 году возросла в 2,5 раза).
ФГИУ заключил договоры о конфиденциальности с 12 претендентами (8 иностранных, 4 отечественных) на участие в конкурсе. Им были выданы сформированные пакеты документации об условиях конкурса, оформлены и выданы разрешения на посещение предприятия полномочными представителями.
20 октября представители российских компаний «Северсталь» и Evraz Group SA заявили об отказе от участия в торгах.
Таким образом документы в Антимонопольный комитет Украины подали 10 претендентов.
Из них конкурсные гарантии за участие в конкурсе в размере 10 % от стартовой цены (1 млрд грн) внесли на счёт ФГИУ только 3 структуры: Mittal Steel Germany GmbH, консорциум «Индустриальная группа» и ООО «Смарт-групп».
- Mittal Steel Germany GmbH (Дуйсбург, ФРГ) — часть крупнейшей мировой сталелитейной компании Mittal Steel Co. Возникла в 2004 году в результате слияния Ispat International NV и LNM Holdings NV (штаб-квартира в Роттердаме). Mittal Steel Co владела предприятиями в 14 странах мира. Учредители Mittal Steel Co. — семья Лакшми Миттала. Mittal Steel Germany GmbH объединяет заводы Mittal Steel Ruhrort, Mittal Steel Hamburg и Mittal Steel Hochfeld. Mittal Steel Co. участвовала в первом конкурсе по продаже Криворожстали" в 2004 году.
- Консорциум «Индустриальная группа» (Киев) — в 2004 году представляла корпорацию «Индустриальный союз Донбасса» (ИСД) в конкурсе по продаже «Криворожстали», и была вторым допущенным к участию претендентом одновременно с «ИМС». Осенью 2005 года второй мировой производитель стали Arcelor SA (Люксембург) приобрёл 60 % консорциума «ИГ» (40 % осталось в ИСД). Arcelor SA и «ИСД» договорились о совместном участии в приватизации «Криворожстали».
- ООО «Смарт-групп» (Днепр) — осуществляет торгово-посреднические операции с металлургической продукцией и оборудованием. Учредители ООО «Смарт-групп» — английская, швейцарская и три российских компании. Около 65 % в уставном фонде принадлежало компании Лукойл-Северо-Запад" (владелец — Вадим Новинский).

18 октября в Верховной Раде была предпринята попытка сорвать продажу «Криворожстали». Депутаты неожиданно проголосовали за постановление № 8263-1 «О сохранении в собственности государства пакета акций ОАО „Криворожсталь“», которое было предложено членами фракции «Регионы Украины» (от «Партии регионов») В. Зубановым и Г. Самофаловым, а также приняли в первом чтении два законопроекта — о введении моратория на приватизацию пакета акций, который принадлежит государству в уставном фонде ОАО «Криворожсталь», предложенный Л. Кириченко (фракция «Регионы Украины») и И. Шаровым (фракция «Вперёд, Украина!»), и о включении «Криворожстали» в перечень объектов права государственной собственности, не подлежащих приватизации (автор — Л. Кириченко). За эти решения голосовали фракции «Регионы Украины», коммунисты, социалисты, СДПУ(о) и Народной партии Украины. Против — «Наша Украина» (в её составе партии УНП, ПРП, НРУ), БЮТ, «Единая Украина».

24 октября 2005 года приватизационный конкурс состоялся. Его победителем признали компанию Mittal Steel Germany GmbH. Она вскоре выплатила за 93%-й пакет акций «Криворожстали» 24 млрд 200 млн грн (4,8 млрд долларов США), что в 2,4 раза превышает стартовую цену и в 6 раз — сумму, полученную за предприятие в 2004 году.

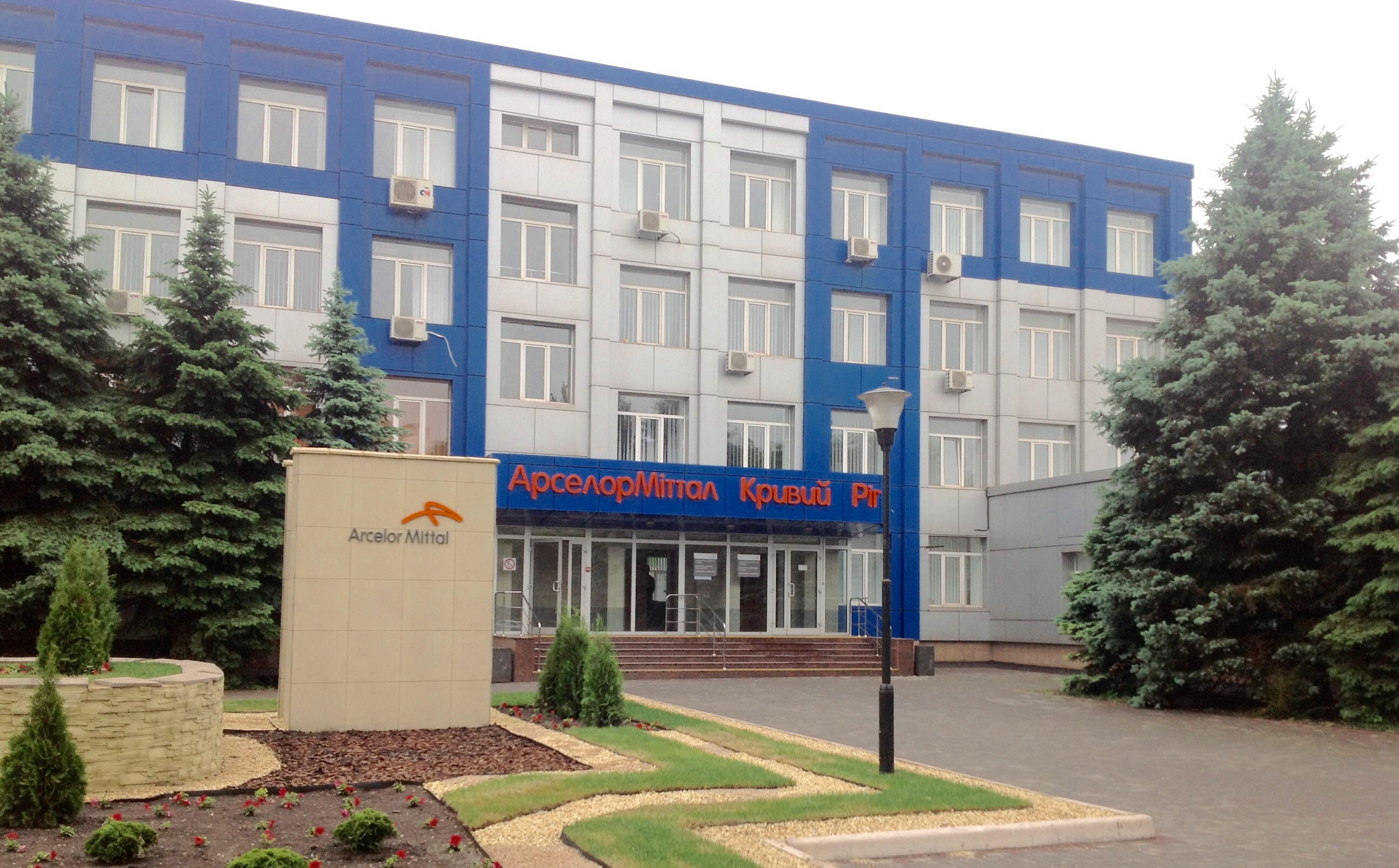
Университет АрселорМиттал

В зале конкурса присутствовала экс-премьер Юлия Тимошенко, которая уже полтора месяца была в отставке. Конкурс транслировался в прямом эфире двумя телекомпаниями: Первым национальным каналом (УТ-1) и Пятым каналом. Президент Ющенко и его команда наблюдали за конкурсом по телевизору, в специальном просмотровом зале в помещении Фонда госимущества, где проходил конкурс.
В комментариях к конкурсу было отмечено, что за весь период до реприватизации «Криворожстали» (1991—2005) в госбюджет от приватизации поступило лишь порядка 12 миллиардов долларов США, то есть, реприватизация «Криворожстали» дала около 25 % сумм от всей приватизации за этот период.
Реприватизацию «Криворожстали» считали одним из достижений «оранжевой власти» и «правительства Тимошенко», которое её подготовило.
В 2006 году предприятие было переименовано в «Миттал Стил Кривой Рог» (позднее сама компания Mittal объединилась с компанией Arcelor, образовав крупнейшую в мире сталелитейную компанию «АрселорМиттал»), предприятие было переименовано в «АрселорМиттал Кривой Рог».

#### Инвестиционная программа
Комбинат успешно работал в период 2005—2008 гг., до начала в 2009 году мирового экономического кризиса.
В 2010 году объёмы продукции были восстановлены до докризисного уровня, а компания начинает масштабное обновление своих производственных мощностей.
Ключевые инвестиционные проекты (2006—2019):
- Реконструкция коксовых батарей № 3 и № 4 (199 млн долларов)
- Капитальный ремонт I разряда доменной печи № 8 (127 млн долларов)
- Реконструкция кислородного блока № 2 (45 млн долларов)
- Строительство машины непрерывного литья заготовок № 1 и печи-ковша (112 млн долларов)
- Строительство новой линии упаковки проката на мелкосортном стане 250-2 (16 млн долларов)
- Капитальный ремонт I разряда доменной печи № 6 (117 млн долларов)
- Строительство комплекса по приготовлению и вдувания пылеугольного топлива в доменную печь № 9 (60 млн долларов)
- Реконструкция коксовых батарей № 5 и 6 с внедрением природоохранных мероприятий и автоматизированной системы экологического мониторинга (157 млн долларов)
- Модернизация агломерационного цеха № 2 (более 180 млн долларов)
- Строительство двух новых машин непрерывного литья заготовок (более 160 млн долларов)
- Реконструкция мелкосортного стана 250-4 (более 60 млн долларов)
- Строительство новых установок очистки газа по конвертерами № 4, 5, 6 с дожигом СО и внедрением автоматизированной системы экологического мониторинга (65 млн долларов)
- С 2008 по 2015 год в целом около 500 млн долларов было инвестировано для обновления устаревших дробилок, приобретение нового оборудования для рудообогатительных фабрик (всего три секции), закупки новых шаровых мельниц, модернизации горной и карьерной техники, открытия нового горизонта на шахте (1135 м), реконструкции хвостохранилищ.

За 14 лет работы в Кривом Роге общие инвестиции компании АрселорМиттал составили 9,7 млрд долларов (4,8 млрд — сумма приобретения предприятия при приватизации, а также 4,9 млрд — инвестиции в развитие производства).
С 18 февраля 2020 года должность Генерального директора «АрселорМиттал Кривой Рог» занимает Мауро Лонгобардо.

### 2022 год
После начала вторжения России на Украину, компания ArcelorMittal сообщила, что с 3 марта значительно сокращается выпуск продукции на комбинате — в работе остаётся одна доменная печь из четырёх, объёмы производства сокращаются до технического минимума (около трети от нормативного). Персоналу в условиях вынужденного простоя сохраняется 2/3 зарплаты. В начале сентября Мауро Лонгобардо в комментарии Financial Times сообщил, что если не будет снята блокада с черноморских портов Украины или не произойдёт существенного роста цены на сталь, меткомбинат придётся полностью остановить. Он вынужден был признать, что поддержка от компании «не может быть вечной» для 26 тысяч сотрудников, которые всё ещё работают на заводе. Летом 2022 года из-за падения мировой конъюнктуры производственная себестоимость на комбинате превышала уровень рыночных цен на 120 долларов на каждой тонне. Экспорт предприятия составлял зачастую 80-90 % от объёма. Российская блокада украинских портов сделала невозможной стандартную перевозку морем, а сухопутная транспортировка продукции в Польшу даёт дополнительные транспортные расходы 100—130 долларов на тонне.

## Производство
В состав предприятия входят:
- шахтоуправление горного департамента по подземной добыче руды;
- горно-обогатительный комплекс горного департамента (ранее — Новокриворожский ГОК), в состав которого входят два карьера (№ 3 и № 2-бис), две рудообогатительные фабрики (РОФ-1, РОФ-2), четыре дробильные фабрики (ДФ-1, ДФ-2, ДФ-3, ДФ-4);
- три агломерационных цеха ;
- коксохимическое производство;
- металлургическое производство: два доменных цеха, конвертерный цех, блюминг, три прокатных цеха.

«АрселорМиттал Кривой Рог» специализируется на производстве длинномерного проката, в частности, арматуры и катанки, сортового проката, уголков, полосы и заготовки. Производственные мощности комбината рассчитаны на ежегодный выпуск более 6 млн тонн стали, свыше 5 млн тонн проката и более 5,5 млн тонн чугуна. Предприятие является крупнейшим экспортёром Украины, 85 % готовой продукции отправляется за границу.
Численность работников на 1 июля 2005 года — почти 52 тыс. человек. Среднесписочная численность за 2007 год — свыше 45 тыс. человек. К 2010 году среднесписочная численность составила 37 тыс. человек. Согласно годовому отчёту предприятия за 2012 год численность сотрудников составляет 32 539 человек. Согласно аналогичному отчёту предприятия за 2014 год среднесписочная численность снизилась до 28 625 человек.

## Персоналии

### Директора
- Весник, Яков Ильич (1931—1937);
- Ивановский, Георгий Иванович (1937—1939);
- Богданов, Георгий Антонович (1939—1940);
- Рязанов, Фёдор Фёдорович (1940—1941);
- Буйный, Георгий Иванович (1944—1946);
- Рязанов, Фёдор Фёдорович (1946—1959);
- Галатов, Николай Семёнович (июль 1959—1968);
- Бородулин, Анатолий Иванович (28 апреля 1968—1972);
- Гуров, Николай Алексеевич (1972—1981);
- Гладуш, Виктор Дмитриевич (1981—1986);
- Носов, Константин Григорьевич (1986—1993);
- Тильга, Степан Сергеевич (1993—1996);
- Севернюк, Владимир Васильевич (1996—1998);
- Нечепоренко, Владимир Андреевич (1998—1999);
- Дубина, Олег Викторович (1999—2001);
- Сокуренко, Анатолий Валентинович (2001 — 28 ноября 2005);
- Чодери, Нарендра (2005—2008);
- Жуэ, Жан Робер (2008—2010);
- Старков, Ринат Анверович (2010—2011);
- Поляков, Артём (2012—2014);
- Калон, Парамжит (2014—2019);
- Лонгобардо, Мауро (2020—н. в.).

### Известные работники
- Архипов, Иван Васильевич — главный механик завода в 1937—1938 годы, Герой Социалистического Труда.
- Быковский, Устин Яковлевич — старший мастер бессемеровского цеха, Герой Социалистического Труда.
- Гуров, Вадим Николаевич — украинский политик, работник завода в 1959—1994 годы, Заслуженный металлург Украины.
- Кисарев, Владимир Фёдорович — сталевар завода, Герой Социалистического Труда.
- Ляшенко, Александр Иванович — мастер, первый в Кривбассе полный кавалер ордена Трудовой Славы[1].
- Мурзак, Василий Леонтьевич — машинист вагона-весов доменного цеха, Герой Социалистического Труда.
- Пихай, Мария Александровна — машинист-оператор поста управления прокатного стана завода, Герой Социалистического Труда.
- Сторожук Анатолий Васильевич — старший оператор прокатного стана, Герой Социалистического Труда.
- Турчинов, Александр Валентинович — украинский политик, в 1986—1987 годы работал вальцовщиком, мастером цеха.

## Награды
- Орден Трудового Красного Знамени (28 марта 1939) — указом Президиума Верховного Совета СССР;
- Орден Ленина (22 января 1971) — указом Президиума Верховного Совета СССР.